# Werner Epper

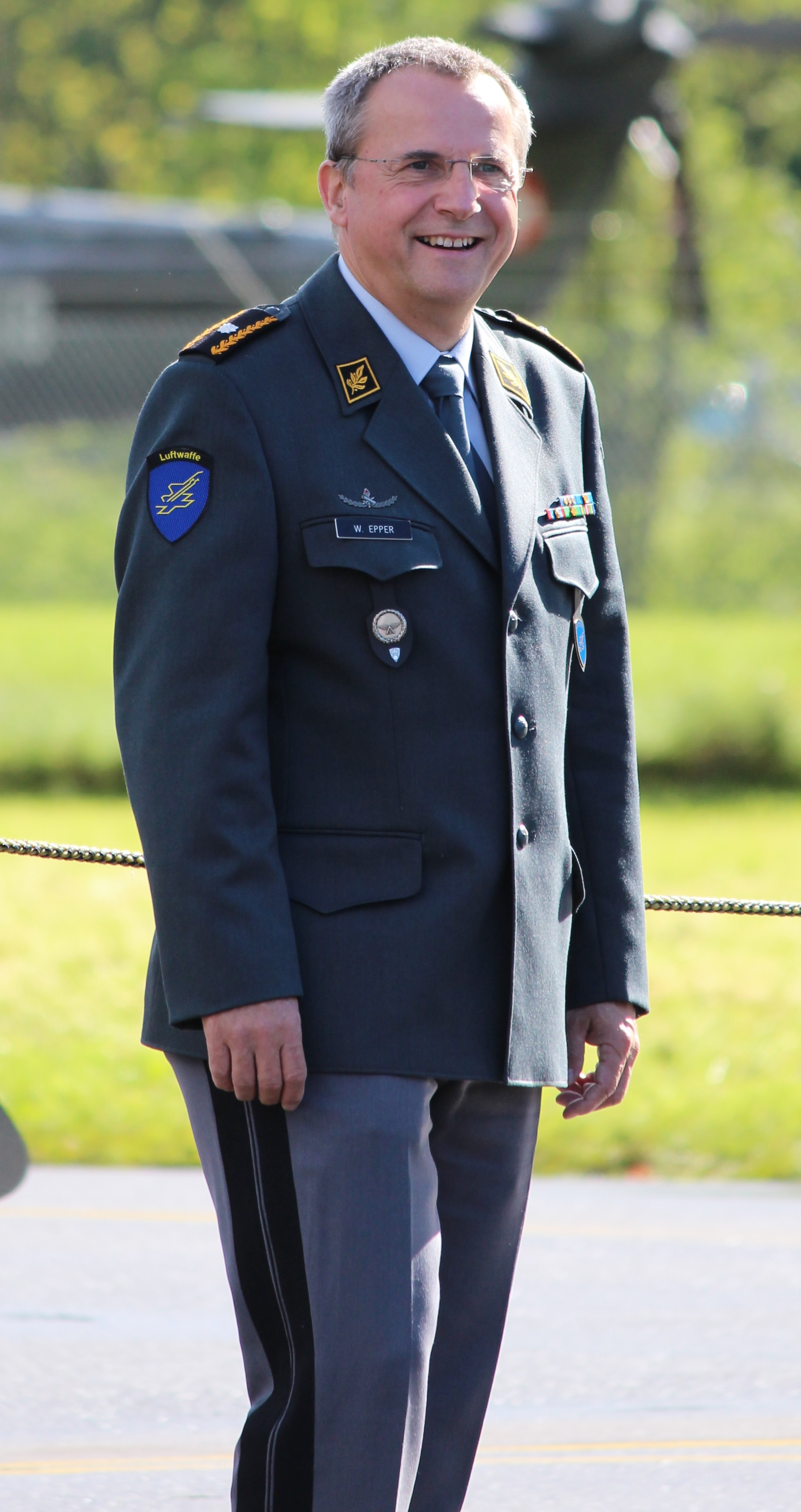
Br Werner Epper (2017)

Werner Epper (* 20. Juni 1960) ist ein Schweizer Berufsoffizier (Brigadier).

## Leben
Werner Epper absolvierte an der ETH Zürich ein Sportlehrerstudium, bevor er 1986 dem Instruktionskorps der Schweizer Luftwaffe beitrat. Als erster Schweizer studierte Epper 2000 am Air War College in Montgomery und schloss mit einem Master in Strategic Studies ab. 2009 absolvierte er einen weiteren Master of Advanced Studies in Security Policy and Crisis Management der ETH Zürich. Im gleichen Jahr wurde er zum Kommandanten Lehrverband Flieger 31 unter gleichzeitiger Beförderung zum Brigadier ernannt. Seit 2014 ist er Luftwaffenstabschef. Vom 1. Januar 2018 bis Ende 2023 ist er stellvertretender Kommandant der Luftwaffe. Vom 1. Januar 2024 bis zu seiner frühzeitigen Pensionierung Ende Juni 2024 war er Zugeteilter Höherer Stabsoffizier des Chefs der Armee. Sein Nachfolger als stellvertretender Kommandant der Luftwaffe ist Christian Oppliger.

## Militärische Funktionen
Als Miliz-Offizier hatte Werner Epper folgende Funktionen:
- 1989: Hauptmann, Kommandant einer Fliegerkompanie
- 1992: Hauptmann im Generalstab, Chef Betrieb Stab Luftwaffe
- 1993: Generalstabsoffizier Operationen im Stab Luftwaffe
- 1995: Major im Generalstab
- 1996: Kommandant einer Flugplatzabteilung
- 1999: Unterstabschef Operationen im Stab einer Flugplatzbrigade
- 2000: Oberstleutnant im Generalstab, Stellvertretender Stabschef der Flugplatzbrigade
- 2002: Oberst im Generalstab, Stabschef der Flugplatzbrigade 32
- 2009: Brigadier, Kommandant Lehrverband Flieger 31
- 2014: Chef Luftwaffenstab
- 2018: Kommandant Stellvertreter Luftwaffe
- 2024: Zugeteilter Höherer Stabsoffizier des Chef der Schweizer Armee